# Steiromys
Steiromys is een geslacht van uitgestorven boomstekelvarkens dat tijdens het Mioceen in Zuid-Amerika leefde.

## Fossiele vondsten
Florentino Ameghino beschreef in 1887 Steiromys duplicatus en S. dentatus op basis van fossiele vondsten in de Santa Cruz-formatie in Argentinië. Deze formatie is de typelocatie van de South American Land Mammal Age Santacrucian en 18 tot 16 miljoen jaar oud.

## Kenmerken
Steiromys was een herbivoor en voedde zich met schors, zaden en stevige bladeren. Dit boomstekelvarken leefde deels op de grond, maar kon ook klimmen. Steiromys leek zo wat betreft leefwijze meer op de oerzon uit Noord-Amerika dan op de hedendaagse Zuid-Amerikaanse boomstekelvarkens, boombewonende fruiteters. S. duplicatus had ook het formaat van een oerzon met een schedel van elf centimeter lang, een kop-romplengte van zestig tot negentig centimeter en een geschat gewicht van tien tot zestien kilogram. S. dentatus was ongeveer half keer groot met een schedel van 8,7 centimeter lang. Steiromys had een korte snuit en grotere kauwspieren en robuustere snijtanden dan de huidige boomstekelvarkens. Het had niet de aanpassingen voor grijpen en klimmen die de huidige Zuid-Amerikaanse boomstekelvarkens hebben. Er zijn geen beenderen van de staart bewaard gebleven, waardoor niet te zeggen is of Steiromys een grijpstaart had.